# Coleophora granulatella
Coleophora granulatella — вид лускокрилих комах родини чохликових молей (Coleophoridae).

## Поширення
Вид поширений в Європі, Північній Азії та Північній Америці. Присутній у фауні України.

## Опис
Розмах крил 11-13 мм.

## Спосіб життя
Гусінь живиться листям полину-нехвороща (Artemisia campestris).